# Zapasnoj aėrodrom
Zapasnoj aėrodrom (Запасной аэродром) è un film del 1977 diretto da Il'ja Jakovlevič Gurin.

## Trama
Il giovane Mitja, confrontando la foto della casa di suo padre con una foto sul giornale, si rese conto che doveva andare sulla costa artica per incontrare finalmente suo padre. Ma l'attesa per l'incontro si rivela lunga, dal momento che il giovane stesso non è pronto per questo, e quindi, avendo appreso personalmente la vita nell'aerodromo alternato polare, non è più così inconciliabile e non attribuisce un'importanza così decisiva all'incontro con suo padre.